# カルジ県
カルジ県（カルジけん、ntara ya Karuzi）は、ブルンジ中北部にかつて存在した県（州と訳されることもある）。県庁所在地は東部のカルジ。中心部にルヴブ川の支流のンドゥルム川、南の県境を北西から北東へにルヴブ川が流れ東部はルヴブ国立公園に指定されている。面積は 1,457km2 で、2008年国勢調査によると人口は436,443人。湿潤な地域でカヤンザ県と並んでコーヒーの生産量が多い。ブルンジ中央のギテガから北東のムインガへ国道12号が走る。

## 隣接する県
北東にムインガ県、東にカンクゾ県、南東にルイギ県、南西にギテガ県、北西にンゴジ県と接していた。

## 歴史
1982年9月24日、ギテガ県から分立した。
2025年7月4日、ギテガ県に編入され消滅した。

## 下位行政区画
- Commune of Bugenyuzi
- Commune of Buhiga
- Commune of Gihogazi
- Commune of Gitaramuka
- Commune of Mutumba
- Commune of Nyabikere
- Commune of Shombo

## 脚註
1. 1 2  “Provinces of Burundi”.   Statoids (2015年11月27日). 2025年8月1日閲覧。
2. ↑  Shannon England, Exploring the Relationship Between Environmental Scarcity and Violent Conflict: A Case Study of Burundi, "1997. Population-Environment Dynamics: Issues and Policy", Population-Environment Dynamics: Toward Building a Theory, ミシガン大学。
3. ↑  “Burundi’s new Governors sworn in following major provincial reforms”. Burundi Times. (2025年7月6日) 2025年8月1日閲覧。